# Baiomys taylori
Baiomys taylori és una espècie de mamífer rosegador de la família dels cricètids. Viu a Mèxic i els Estats Units. S'alimenta d'una gran varietat de plantes. Els seus hàbitats naturals inclouen les praderies costaneres, els matollars desèrtics i altres comunitats vegetals. És una espècie en risc mínim, és a dir, no sembla que hi hagi cap amenaça significativa per a la seva supervivència.
L'espècie fou anomenada en honor del col·leccionista William Taylor.